# Leichtathletik-Weltmeisterschaften 2009/Teilnehmer (Ukraine)
| Gelbes Symbol für Goldmedaillen mit stilisierten Olympischen Ringen | Graues Symbol für Silbermedaillen mit stilisierten Olympischen Ringen | Braundes Symbol für Bronzemedaillen mit stilisierten Olympischen Ringen |
| ------------------------------------------------------------------- | --------------------------------------------------------------------- | ----------------------------------------------------------------------- |
| —                                                                   | —                                                                     | —                                                                       |

Der ukrainische Leichtathletik-Verband stellte 56 Athleten bei den Leichtathletik-Weltmeisterschaften 2009 in Berlin.

## Ergebnisse

### Männer

#### Laufdisziplinen
| Athlet             | Disziplin    | Vorlauf    | Vorlauf | Viertelfinale      | Viertelfinale      | Halbfinale         | Halbfinale         | Finale             | Finale             |
| Athlet             | Disziplin    | Zeit       | Platz   | Zeit               | Platz              | Zeit               | Platz              | Zeit               | Platz              |
| ------------------ | ------------ | ---------- | ------- | ------------------ | ------------------ | ------------------ | ------------------ | ------------------ | ------------------ |
| Ihor Bodrow        | 200 m        | 21,00 s    | 32      | nicht qualifiziert | nicht qualifiziert | nicht qualifiziert | nicht qualifiziert | nicht qualifiziert | nicht qualifiziert |
| Ruslan Dmytrenko   | 20 km Gehen  |            |         |                    |                    |                    |                    | 1:27:01 h          | 32                 |
| Oleksij Schelest   | 50 km Gehen  |            |         |                    |                    |                    |                    | 3:54:03 h PB       | 15                 |
| Serhij Demydiuk    | 110 m Hürden | 13,71 s SB | 29      |                    |                    | nicht qualifiziert | nicht qualifiziert | nicht qualifiziert | nicht qualifiziert |
| Stanislaw Melnykow | 400 m Hürden | 50,41 s    | 23      |                    |                    | nicht qualifiziert | nicht qualifiziert | nicht qualifiziert | nicht qualifiziert |

#### Sprung/Wurf
| Athlet                 | Disziplin      | Qualifikation | Qualifikation | Finale             | Finale             |
| Athlet                 | Disziplin      | Weite/Höhe    | Platz         | Weite/Höhe         | Platz              |
| ---------------------- | -------------- | ------------- | ------------- | ------------------ | ------------------ |
| Jurij Krymarenko       | Hochsprung     | 2,24 m        | 18            | nicht qualifiziert | nicht qualifiziert |
| Andrij Prozenko        | Hochsprung     | 2,20 m        | 25            | nicht qualifiziert | nicht qualifiziert |
| Wiktor Schapowal       | Hochsprung     | 2,20 m        | 22            | nicht qualifiziert | nicht qualifiziert |
| Denys Fedas            | Stabhochsprung | 5,25 m        | 28            | nicht qualifiziert | nicht qualifiziert |
| Olexandr Korschmid     | Stabhochsprung | NMH           | NMH           | –                  | –                  |
| Maksym Masuryk         | Stabhochsprung | 5,65 m        | 4             | 5,75 m             | 4                  |
| Wiktor Kusnjezow       | Weitsprung     | 7,98 m        | 17            | nicht qualifiziert | nicht qualifiziert |
| Oleksij Lukaschewytsch | Weitsprung     | 7,87 m        | 24            | nicht qualifiziert | nicht qualifiziert |
| Andrij Markatschew     | Weitsprung     | 7,87 m        | 23            | nicht qualifiziert | nicht qualifiziert |
| Wiktor Jastrebow       | Dreisprung     | 16,31 m       | 31            | nicht qualifiziert | nicht qualifiziert |
| Mykola Sawolajnen      | Dreisprung     | 16,72 m       | 19            | nicht qualifiziert | nicht qualifiziert |
| Jewhen Semenenko       | Dreisprung     | 16,54 m       | 26            | nicht qualifiziert | nicht qualifiziert |
| Iwan Hryschyn          | Diskuswurf     | 59,93 m       | 21            | nicht qualifiziert | nicht qualifiziert |
| Oleksij Semenow        | Diskuswurf     | 58,78 m       | 26            | nicht qualifiziert | nicht qualifiziert |
| Artem Rubanko          | Hammerwurf     | 69,81 m       | 29            | nicht qualifiziert | nicht qualifiziert |
| Oleksij Sokyrskyj      | Hammerwurf     | 72,56 m       | 22            | nicht qualifiziert | nicht qualifiziert |
| Roman Awramenko        | Speerwurf      | 77,44 m       | 22            | nicht qualifiziert | nicht qualifiziert |
| Oleksandr Pjatnyzja    | Speerwurf      | 76,13 m       | 27            | nicht qualifiziert | nicht qualifiziert |

#### Zehnkampf
| Athlet           | Disziplin | 100 m   | Weit- sprung | Kugel- stoßen | Hoch- sprung | 400 m      | 110 m Hürden | Diskus- wurf | Stabhoch- sprung | Speer- wurf | 1500 m         | Punkte  | Platz |
| ---------------- | --------- | ------- | ------------ | ------------- | ------------ | ---------- | ------------ | ------------ | ---------------- | ----------- | -------------- | ------- | ----- |
| Oleksij Kasjanow | Ergebnis  | 10,63 s | 7,80 m PB    | 15,72 m PB    | 2,05 m PB    | 47,85 s SB | 14,44 s      | 46,70 m      | 4,80 m PB        | 49,00 m     | 4:24,52 min SB | 8479 PB | 4     |
| Oleksij Kasjanow | Punkte    | 945     | 1010         | 834           | 850          | 916        | 918          | 802          | 849              | 574         | 781            | 8479 PB | 4     |
| Jewhen Nikitin   | Ergebnis  | 11,04 s | 6,92 m       | 14,69 m       | 1,93 m       | 49,50 s    | 14,87 s      | 42,71 m      | 4,60 m           | 54,73 m     | 4:40,12 min    | 7710    | 28    |
| Jewhen Nikitin   | Punkte    | 852     | 795          | 771           | 740          | 838        | 865          | 720          | 790              | 659         | 680            | 7710    | 28    |

### Frauen

#### Laufdisziplinen
| Athletin                                                                   | Disziplin    | Vorlauf     | Vorlauf | Viertelfinale | Viertelfinale | Halbfinale         | Halbfinale         | Finale             | Finale             |
| Athletin                                                                   | Disziplin    | Zeit        | Platz   | Zeit          | Platz         | Zeit               | Platz              | Zeit               | Platz              |
| -------------------------------------------------------------------------- | ------------ | ----------- | ------- | ------------- | ------------- | ------------------ | ------------------ | ------------------ | ------------------ |
| Natalija Pohrebnjak                                                        | 100 m        | 11,54 s     | 27      | 11,49 s       | 23            | nicht qualifiziert | nicht qualifiziert | nicht qualifiziert | nicht qualifiziert |
| Julija Krewsun                                                             | 800 m        | 2:02,20 min | 1       |               |               | 1:59,38 min        | 3                  | 1:58,00 min SB     | 4                  |
| Tetjana Petljuk                                                            | 800 m        | 2:02,87 min | 12      |               |               | 2:00,90 min        | 12                 | nicht qualifiziert | nicht qualifiziert |
| Natalija Lupu                                                              | 800 m        | 2:06,74 min | 35      |               |               | nicht qualifiziert | nicht qualifiziert | nicht qualifiziert | nicht qualifiziert |
| Iryna Lischtschynska                                                       | 1500 m       | 4:08,95 min | 18      |               |               | DNF                | DNF                | –                  | –                  |
| Hanna Mischtschenko                                                        | 1500 m       | 4:09,26 min | 21      |               |               | 4:11,02 min        | 18                 | nicht qualifiziert | nicht qualifiziert |
| Tamara Twerdostup                                                          | 1500 m       | 4:13,36 min | 32      |               |               | nicht qualifiziert | nicht qualifiziert | nicht qualifiziert | nicht qualifiziert |
| Olha Jakowenko                                                             | 20 km Gehen  |             |         |               |               |                    |                    | 1:45:55 h          | 36                 |
| Anastassija Rabtschenjuk                                                   | 400 m Hürden | 55,63 s     | 11      |               |               | 54,49 s            | 6                  | 54,78 s            | 7                  |
| Hanna Titimez                                                              | 400 m Hürden | 58,22 s     | 32      |               |               | nicht qualifiziert | nicht qualifiziert | nicht qualifiziert | nicht qualifiziert |
| Olena Tschebanu Natalija Pohrebnjak Marija Rjemjen Chrystyna Stuj          | 4 × 100 m    | 43,77 s     | 10      |               |               |                    |                    | nicht qualifiziert | nicht qualifiziert |
| Julija Baraley Tetjana Petljuk Anastassija Rabtschenjuk Antonina Jefremowa | 4 × 400 m    | 3:30,76 min | 10      |               |               |                    |                    | nicht qualifiziert | nicht qualifiziert |

#### Sprung/Wurf
| Athletin             | Disziplin  | Qualifikation | Qualifikation | Finale             | Finale             |
| Athletin             | Disziplin  | Weite/Höhe    | Platz         | Weite/Höhe         | Platz              |
| -------------------- | ---------- | ------------- | ------------- | ------------------ | ------------------ |
| Wita Palamar         | Hochsprung | 1,89 m        | 17            | nicht qualifiziert | nicht qualifiziert |
| Natalija Dobrynska   | Weitsprung | 6,38 m        | 20            | nicht qualifiziert | nicht qualifiziert |
| Wiktorija Molchanowa | Weitsprung | 6,29 m        | 26            | nicht qualifiziert | nicht qualifiziert |
| Wiktorija Rybalko    | Weitsprung | 6,40 m        | 17            | nicht qualifiziert | nicht qualifiziert |
| Natalja Iastrebowa   | Dreisprung | 13,74 m       | 24            | nicht qualifiziert | nicht qualifiziert |
| Lilija Kulyk         | Dreisprung | 13,41 m       | 31            | nicht qualifiziert | nicht qualifiziert |
| Switlana Mamjejewa   | Dreisprung | 13,92 m       | 18            | nicht qualifiziert | nicht qualifiziert |
| Olena Antonowa       | Diskuswurf | 54,28 m       | 33            | nicht qualifiziert | nicht qualifiziert |
| Kateryna Karsak      | Diskuswurf | 56,79 m       | 27            | nicht qualifiziert | nicht qualifiziert |
| Natalija Semenowa    | Diskuswurf | DNS           | DNS           | —                  | —                  |
| Iryna Nowoschylowa   | Hammerwurf | 64,90 m       | 32            | nicht qualifiziert | nicht qualifiziert |
| Iryna Sekatschowa    | Hammerwurf | 66,69 m       | 27            | nicht qualifiziert | nicht qualifiziert |
| Natalija Solotuchina | Hammerwurf | 65,95 m       | 29            | nicht qualifiziert | nicht qualifiziert |
| Olha Iwankowa        | Speerwurf  | 56,91 m       | 17            | nicht qualifiziert | nicht qualifiziert |
| Wera Rebrik          | Speerwurf  | 59,70 m       | 9             | 58,25 m            | 9                  |

#### Siebenkampf
| Athletin            | Disziplin | 100 m Hürden | Hochsprung | Kugelstoßen | 200 m      | Weitsprung | Speerwurf | 800 m          | Punkte  | Platz |
| ------------------- | --------- | ------------ | ---------- | ----------- | ---------- | ---------- | --------- | -------------- | ------- | ----- |
| Natalija Dobrynska  | Ergebnis  | 13,85 s SB   | 1,83 m SB  | 15,82 m SB  | 25,02 s    | 6,41 m     | 43,29 m   | 2:13,22 min    | 6444    | 4     |
| Natalija Dobrynska  | Punkte    | 1000         | 1016       | 916         | 885        | 978        | 731       | 918            | 6444    | 4     |
| Ljudmyla Jossypenko | Ergebnis  | 13,64 s PB   | 1,86 m     | 13,01 m     | 23,86 s    | 6,20 m     | 46,87 m   | 2:14,64 min SB | 6416 PB | 5     |
| Ljudmyla Jossypenko | Punkte    | 1036         | 1054       | 728         | 994        | 912        | 800       | 898            | 6416 PB | 5     |
| Hanna Melnytschenko | Ergebnis  | 13,60 s      | 1,83 m     | 13,70 m SB  | 24,11 s PB | 6,43 m PB  | 42,24 m   | 2:12,85 min PB | 6414    | 6     |
| Hanna Melnytschenko | Punkte    | 1036         | 1016       | 774         | 970        | 985        | 710       | 923            | 6414    | 6     |